# Caleb (Bible)
Pour les articles homonymes, voir Caleb.
כָּלֵב
Compléments
Contemporain de Moïse et de Josué
Caleb (hébreu : כָּלֵב) est un personnage biblique israélite de la tribu de Juda. Il appartient à la génération de la sortie d'Égypte.

## Récit biblique
Caleb est d'abord mentionné dans le Livre des Nombres : parmi les douze éclaireurs envoyés par Moïse pour reconnaître le pays de Canaan, il est, avec Josué, le seul à faire l'éloge de la Terre promise à son retour. Les autres expliquent aux Israélites que la conquête du pays va être impossible. Cela vaudra à Caleb et Josué d'être les seuls hommes adultes sortis d'Égypte à qui il sera donné d'entrer dans le pays de Canaan.
Dans le Livre de Josué, Caleb reçoit en partage la montagne et la ville d'Hébron, puis il promet la main de sa fille Akhsa à celui qui s'emparera de la ville de  Kirjath-Sépher (ancien nom de la ville de Debir (sv)). Son neveu Othoniel aura cet honneur. Sur l'insistance d'Akhsa, Caleb leur donne également un champ avec des sources. Le premier chapitre du Livre des Juges évoque la même histoire.
Caleb est le fils de Jéphunné le Qenizzite (Nb 32:12).
Caleb a pour fils: Irou, Éla et Naam.
Caleb a pour fille: Akhsa,,.

## Caleb et Béséléel
Un deuxième Caleb et non Caleb de cet article est l'arrière-grand-père de Béséléel l'architecte de l'Arche d'alliance. Béséléel est le fils d'Uri le fils de Hur, et Hur est le fils de Caleb,. En effet Béséléel et Caleb de cet article étaient contemporains.

## Galerie

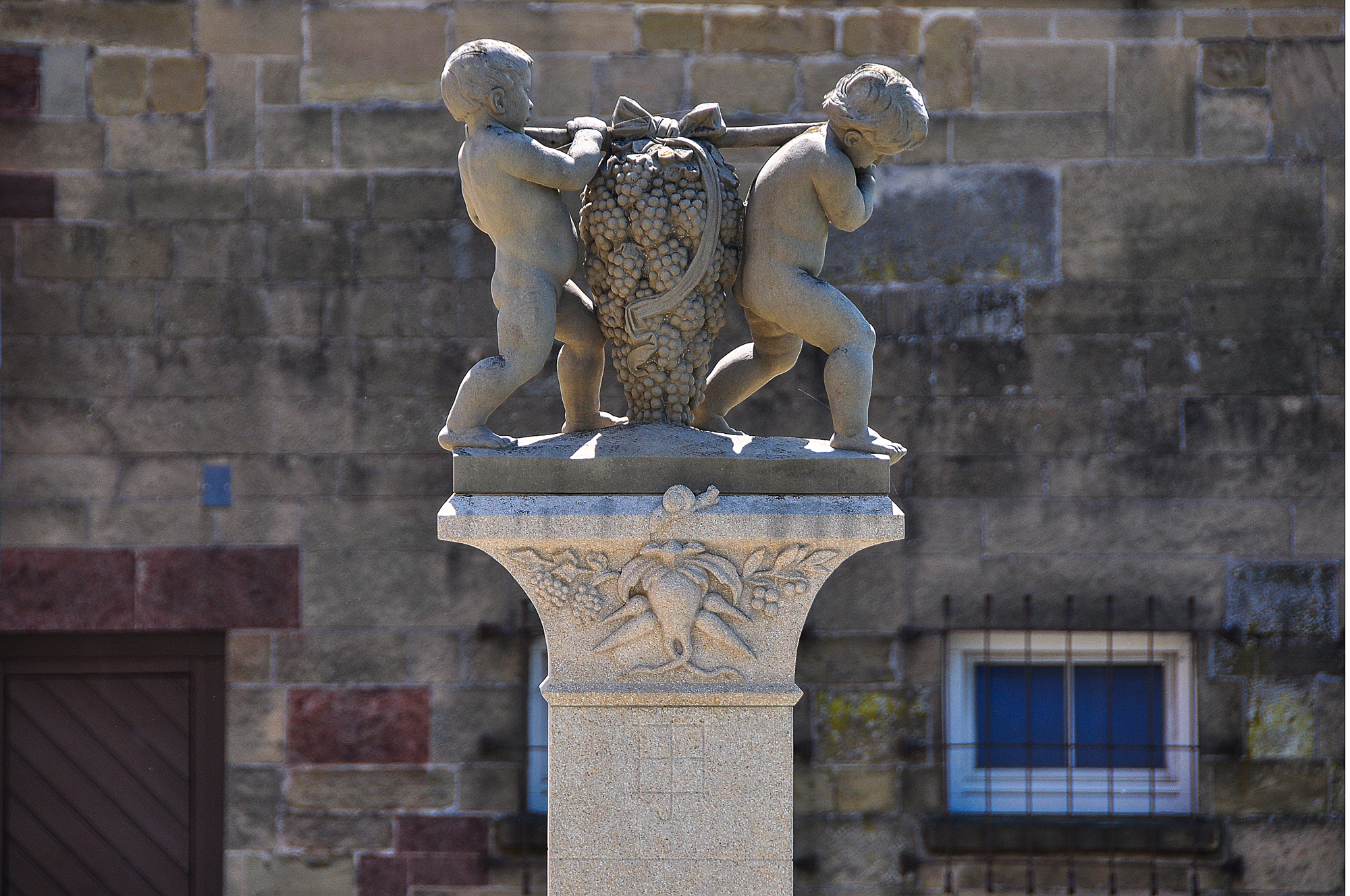
Josué et Caleb, par Karl Donndorf, 1927
Tombe supposée de Caleb, à Timnath-heres

## Sources
Cet article comprend des extraits du Dictionnaire Bouillet. Il est possible de supprimer cette indication, si le texte reflète le savoir actuel sur ce thème, si les sources sont citées, s'il satisfait aux exigences linguistiques actuelles et s'il ne contient pas de propos qui vont à l'encontre des règles de neutralité de Wikipédia.